# Castelo de Viñuelas
O Castillo de Viñuelas é um palácio fortificado da Comunidade de Madrid, Espanha. Encontra-se no término municipal de Madrid, dentro do espaço natural protegido do Soto de Viñuelas, integrado no Parque Regional de la Cuenca Alta del Manzanares. 
Embora as suas primeiras referências se situém no ano 1285, a construção actual data dos séculos XVII e XVIII. O edificio apresenta transformações, realizadas no século XX, para o seu acondicionamento como lugar de celebrações e convenções. Tanto o castelo como o monte que o rodeia estão em mãos privadas.

## História
A história do Castillo de Viñuelas vincula-se à do monte homónimo, um carvalhal de grande valor cinergético. Existem referências duma edificação primitiva que datam de 1285, ano no qual o Rei Sancho IV de Castela fez doação destas terras a García López de Saavedra e aos filhos de Ruy Sánchez. 
No século XIV, o monte e o edifício pasaram para as mãos de Leonor de Gusmão, amante de Afonso XI de Castela. A Ordem de Santiago e o marquês de Santillana foram os proprietários seguintes. Através deste último, o lugar ficou atribuído a Real de Manzanares.
No século XVI, a titularidade das terras e do castelo recaiu sobre o Imperador Carlos I, que, com o objectivo de reunir dinheiro para a Coroa, vendeu-a a Arias Pardo de Saavedra, Marechal de Castela, por 42 contos e 24.572 maravedis, além de 3.000 de renda anual e 7 cordeiros por ano.  
Depois de várias vendas, a propriedade passou para a marquesa de Mejorada e de la Braña, que mandou construir, no ano 1697, as quatro torres angulares que esquinam o corpo principal do castelo. No século XVIII, a Coroa Espanhola voltou a apoderar-se do carvalhal e do edifício. Carlos III impulsionou diferentes reformas no castelo, a que se seguiram as melhorias realizadas por Carlos IV.
No século XIX, o Duque do Infantado comprou a herdade, depois de ter sido leiloada durante a Primeira República Espanhola. A ele se deve a incorporação de um salão gótico, procedente de Cuéllar (Província de Segóvia), e de diferentes elementos transferidos do Castelo Novo de Manzanares el Real (Comunidade de Madrid).

## Características
O castelo é de planta quadrada e tem três alturas. Possui quatro torres cilíndricas ameadas, uma em cada esquina, que superam o alto do corpo principal mediante um piso adicional.
A fachada principal, virada a norte, destaca-se pela sua ornamentação. Integra um painel superior central, no qual aparece um escudo, e apresenta um balcão corrido no primeiro andar. Este apoia-se sobre diferentes colunas, que dão lugar a um pórtico. De ambos od lados, levantam-se duas guaritas rematadas com pináculos.
A Sala de Armas é a divisão de maior valor monumental do interior.